# 田村宗顕 (戦国大名)
田村 宗顕（たむら むねあき）は、安土桃山時代から江戸時代前期にかけての武士。陸奥国の戦国大名。田村氏26代当主。

## 生涯
田村氏顕の子として誕生。初名は顕季。田村氏25代当主・田村清顕が天正14年（1586年）に嗣子のないまま没すると、家中はそれぞれ姻戚関係にある伊達氏と相馬氏の勢力争いで分裂した。相馬義胤が三春入城を企てて失敗するなどの騒ぎがあったが、伊達政宗によって顕季が田村氏の当主とされ、家中の混乱は収まった。政宗から「宗」の偏諱を与えられて宗顕と名乗る。ただし、政宗と田村月斎・田村梅雪斎ら田村氏の重臣達の協議によって、宗顕は政宗と愛姫の男子が成長して田村氏の家督を継ぐまでの「名代」として位置づけられていた（田村仕置）。
天正18年（1590年）、小田原征伐に際し、宗顕は伊達氏の旗下と自認していたため参陣しなかったが、豊臣秀吉に独立大名と見なされて改易された。その後、牛縊定顕と改名して片倉重長の白石城下で隠棲し、子・定広と男猿(片倉氏に改正時に良種に改名)は片倉喜多の名跡を継ぎ片倉氏を称した。宗顕の子孫は現在まで片倉姓を称している。田村氏の名跡は宗顕の死後、慶安5年/承応元年（1652年）に伊達忠宗の三男・宗良が継いだ。

## 系譜
- 父：田村氏顕（? - 1584年）
- 母：不詳
- 養父：田村清顕（? - 1586年）
- 室：不詳
  - 男子：片倉定広
  - 次男：片倉良種（1614年 - ?）